# Austrofundulus
Austrofundulus es un género de peces, de la familia de los rivulinos en el orden de los ciprinodontiformes.

## Especies
Se conocen siete especies de este género, que son:
- Austrofundulus guajira Hrbek, Taphorn y Thomerson, 2005
- Austrofundulus leohoignei Hrbek, Taphorn y Thomerson, 2005
- Austrofundulus leoni Hrbek, Taphorn y Thomerson, 2005
- Austrofundulus limnaeus Schultz, 1949
- Austrofundulus myersi Dahl, 1958
- Austrofundulus rupununi Hrbek, Taphorn y Thomerson, 2005
- Austrofundulus transilis Myers, 1932